# Jungin
Os jungin ou chungin (hangul: 중인; hanja: 中人), eram a classe média alta da dinastia Joseon na sociedade coreana medieval e moderna. A palavra jungin significa diretamente "pessoas do meio". Essa classe privilegiada de plebeus consistia em um pequeno grupo de pequenos burocratas e outros trabalhadores altamente qualificados cujas habilidades técnicas e administrativas permitiam aos yangban e à família real governar as classes mais baixas. Jungin era a força vital da burocracia coreana confucionista agrária, de quem as classes altas dependiam para manter seu domínio vicioso sobre o povo. Suas tradições e hábitos são os precursores dos modernos sistemas administrativos coreanos tanto na Coreia do Norte quanto na Coreia do Sul.

## Profissões e funções na sociedade

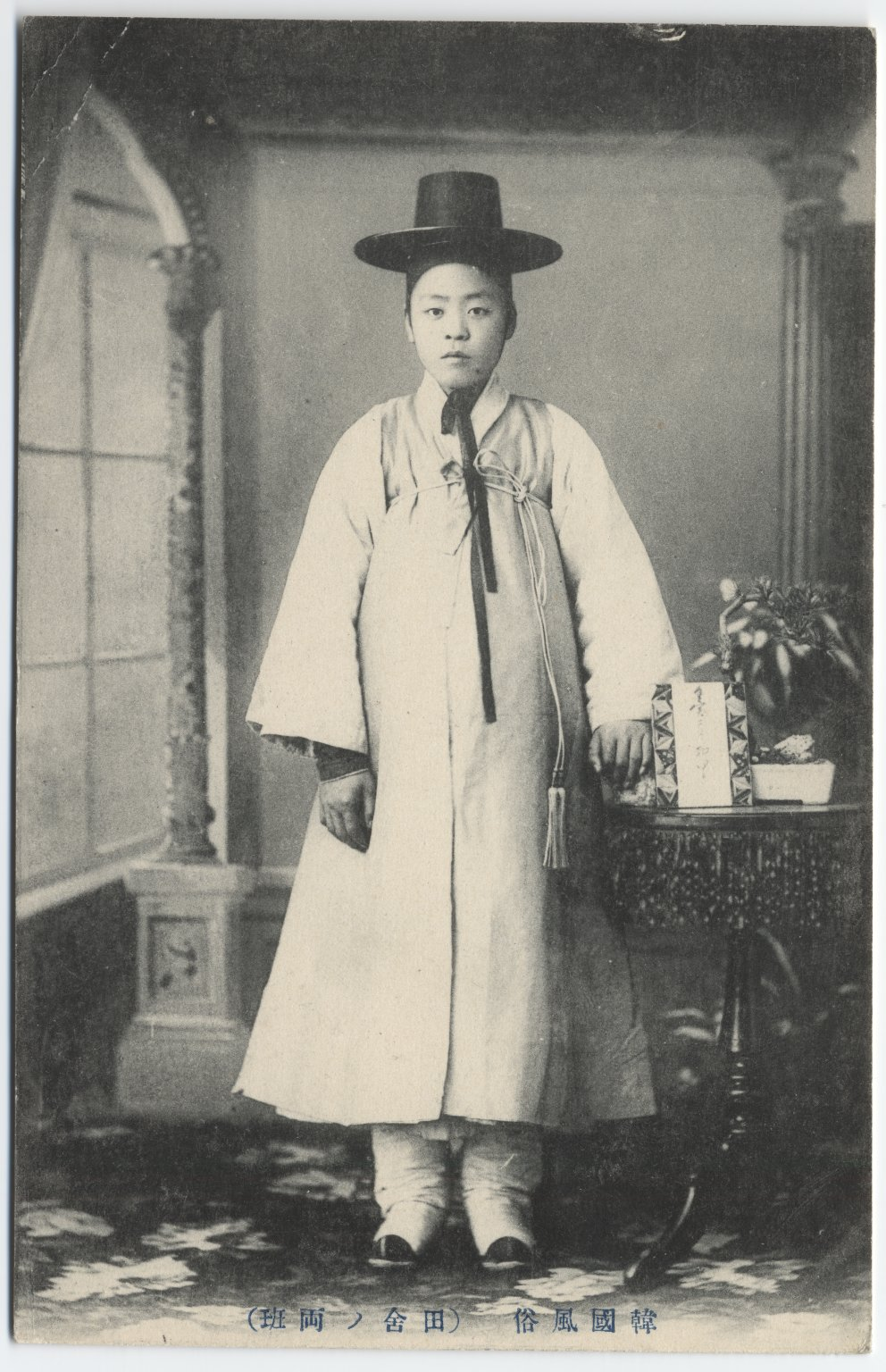
Jovem coreano de classe média, 1904

Na Coreia dinástica, particularmente durante o período Joseon, os jungin eram inferiores à aristocracia yangban, mas acima dos plebeus da classe média e trabalhadora em status social. Eles incluíam especialistas altamente qualificados empregados pelo governo com um status comparável aos trabalhadores de colarinho branco modernos (por exemplo, intérpretes, cientistas, engenheiros, médicos, juristas, advogados, astrônomos, contadores, calígrafos e músicos), oficiais militares ou tinham laços matrimoniais como famílias produtoras de especialistas técnicos, funcionários hereditários do governo (capital e local) e filhos ilegítimos de aristocratas.
Na vida cotidiana, o jungin estava abaixo do yangban aristocrático, mas superior ao sangmin da classe média baixa e da classe trabalhadora. Seus papéis eram funcionários técnicos e administrativos menores que apoiavam a estrutura do governo. Os jungin de mais alto escalão, funcionários locais, permitiram administrativamente aos yangban oprimirem as classes mais baixas, especialmente o controle total que eles tinham sobre os sangmin. Os jungin funcionavam como a classe média e eram essencialmente pequenos burocratas, particularmente nas áreas rurais.
Embora inferior à aristocracia em posição social, o jungin altamente educado gozava de muito mais privilégios e influência do que os plebeus da classe média e trabalhadora. Por exemplo, os jungin não eram tributados nem sujeitos a recrutamento militar. Como os yangban, eles foram autorizados a viver na parte central da cidade, daí o nome "gente do meio". Além disso, os jungin tendiam a se casar dentro de sua própria classe, bem como na classe yangban. Além disso, como eles eram elegíveis para entrar no palácio como servos reais, era possível que uma menina jungin, se seu pai tivesse uma reputação limpa ou boas conexões e ela conseguisse chamar a atenção do rei ou da rainha viúva, para se tornar uma consorte real ou mesmo uma nobre consorte real, o segundo nível mais alto na hierarquia do harém do rei, depois da rainha. Um exemplo é a consorte real nobre Hui do clã Indong Jang, nome pessoal Jang Ok-jeong, era uma consorte do Rei Sukjong de Joseon e mãe de Gyeongjong. Ela foi a Rainha de Joseon de 1689 até sua deposição, em 1694.
No entanto, para se tornar um jungin, geralmente era necessário passar no exame chapkwa, que testava seus conhecimentos práticos de certas habilidades. Os jungin, além de serem conhecidos como parte da classe média, eram a classe social de menor número da Coreia dinástica.
O jungin coreano, como classe social, era aproximadamente análogo à classe média na Europa. Os funcionários locais nas áreas rurais eram basicamente iguais aos pequenos burocratas.

## Sistema de castas de Joseon
| Classe    | Hangul | Hanja | Significado                         |
| --------- | ------ | ----- | ----------------------------------- |
| Yangban   | 양반   | 兩班  | (dois tipos de) aristocratas        |
| Jungin    | 중인   | 中人  | pessoas do meio                     |
| Sangmin   | 상민   | 常民  | plebeus                             |
| Cheonmin  | 천민   | 賤民  | plebeus vulgares                    |
| Baekjeong | 백정   | 白丁  | intocáveis (excluídos da sociedade) |
| Nobi      | 노비   | 奴婢  | escravos (ou "servos")              |